# Schule von Olot

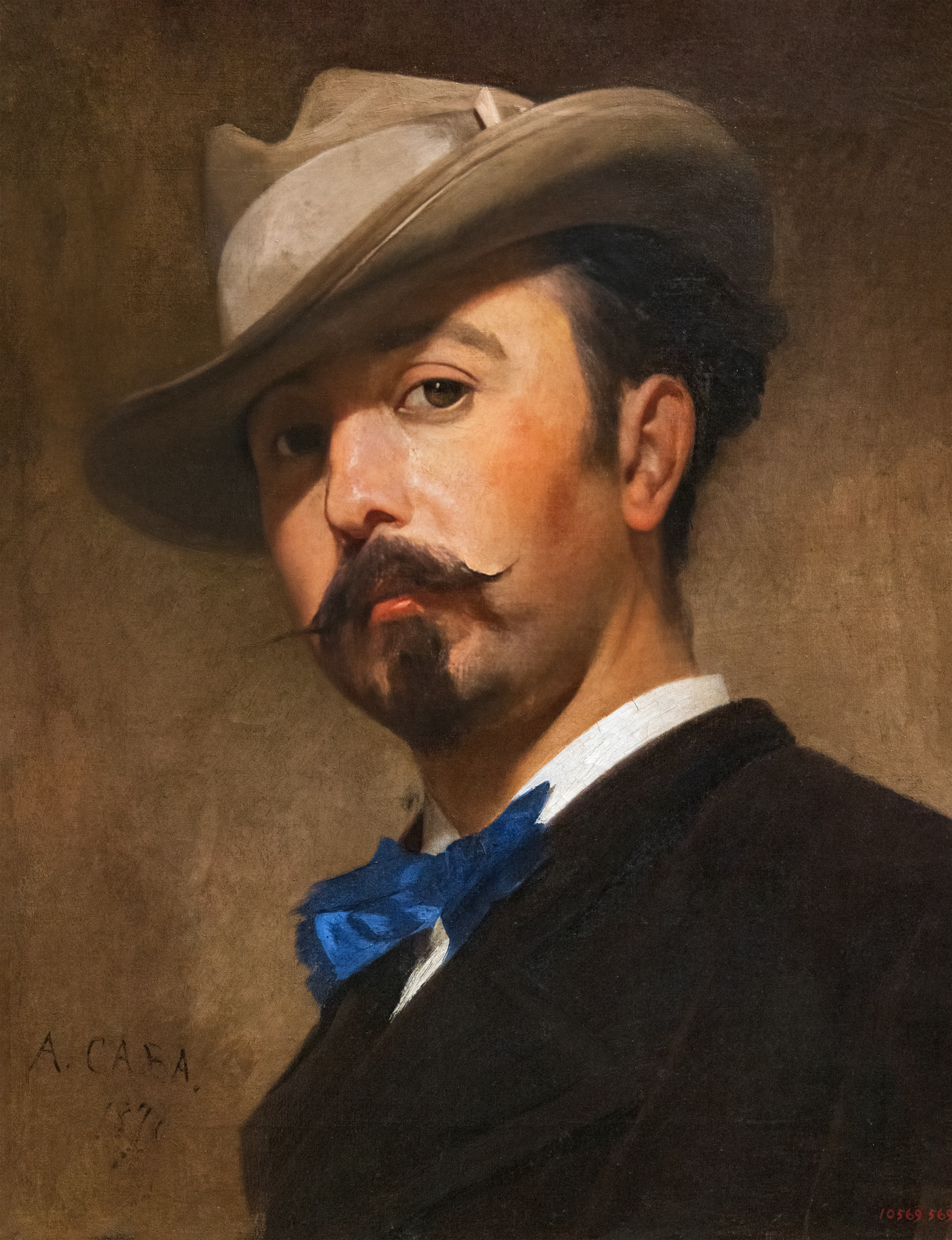
Joaquim Vayreda, der Gründer der Schule von Olot, porträtiert von Antoni Caba, 1870, MNAC

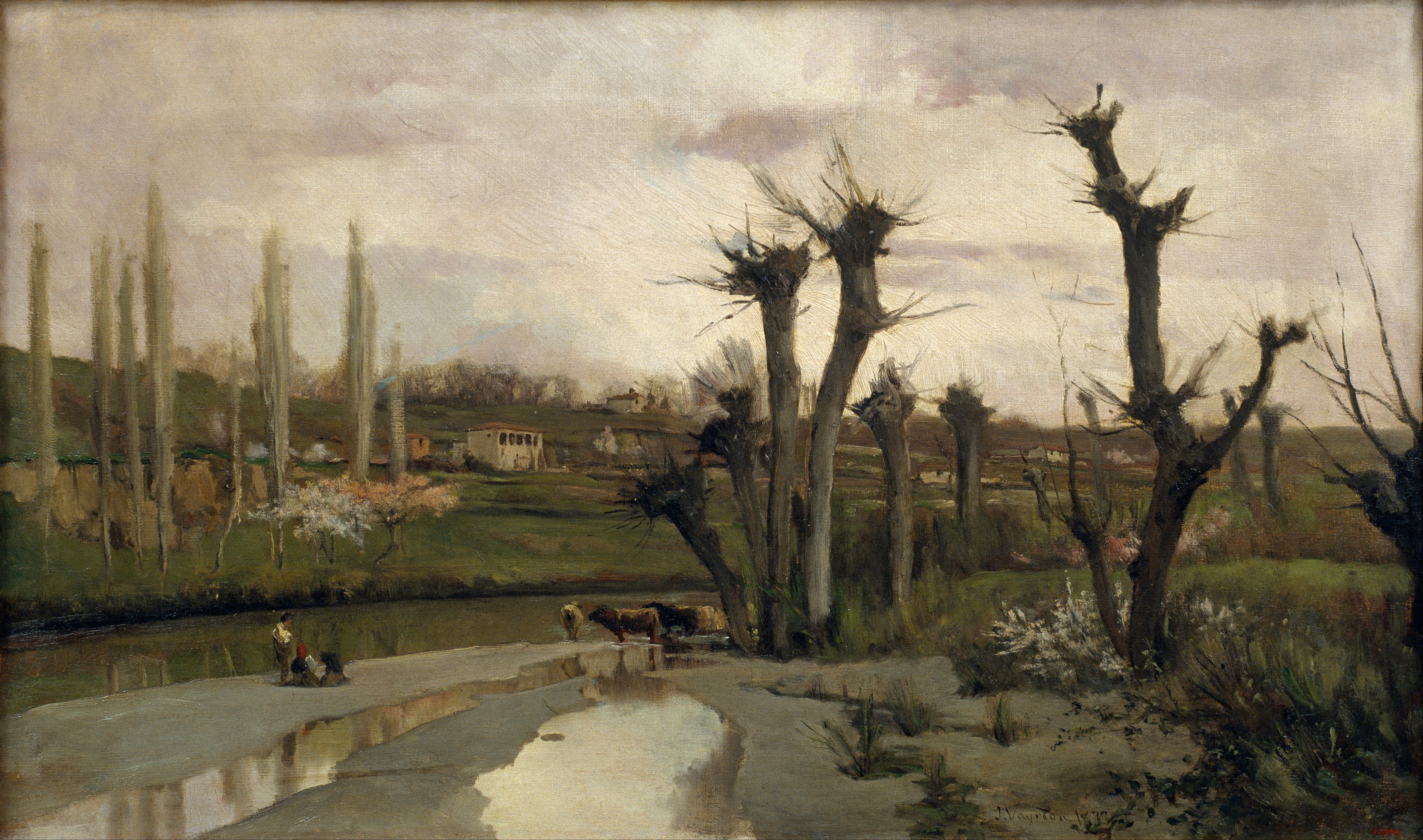
Joaquim Vayreda i Vila: Frühlingserwachen, 1877, MNAC

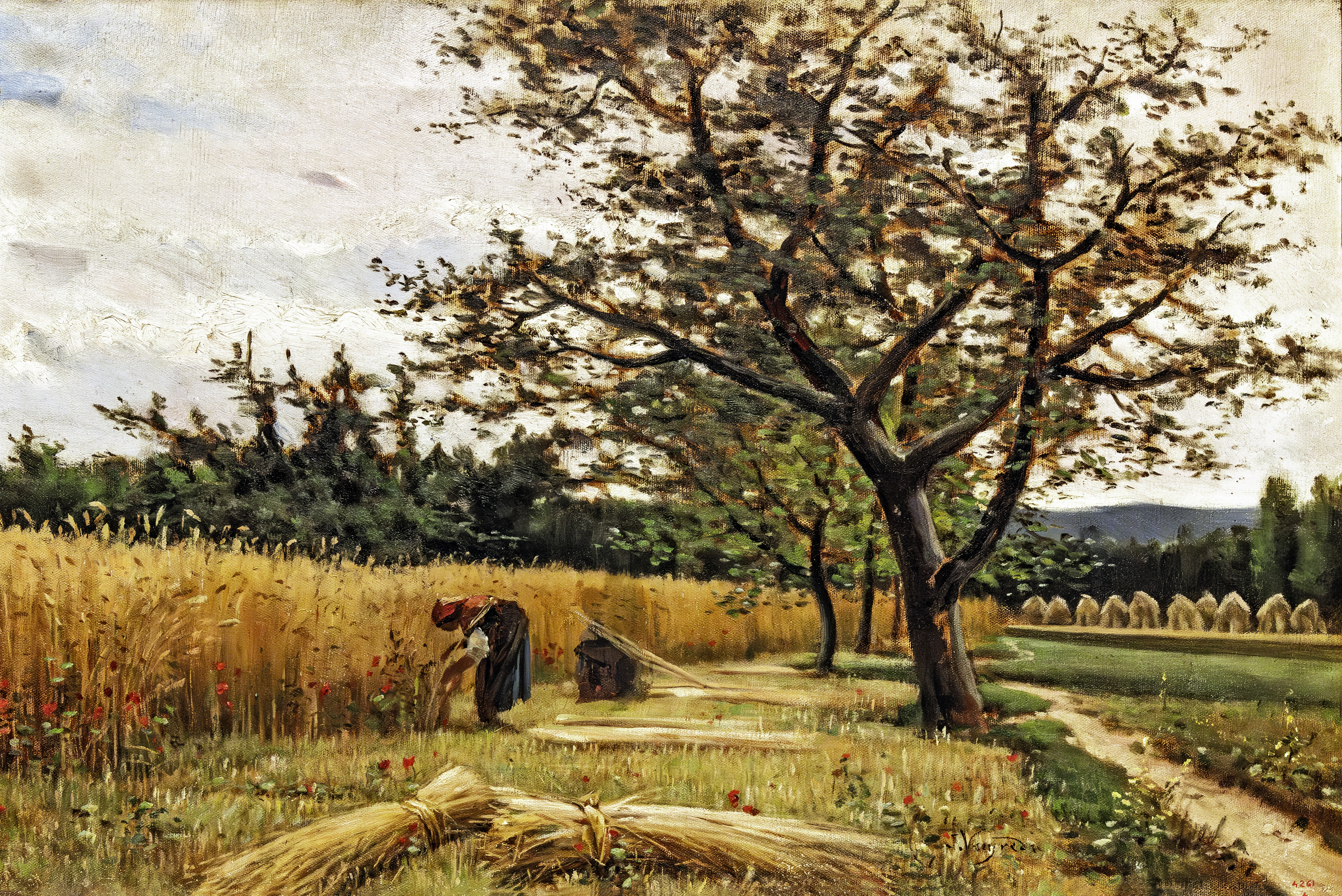
Joaquim Vayreda i Vila: Ernte, um 1881, MNAC

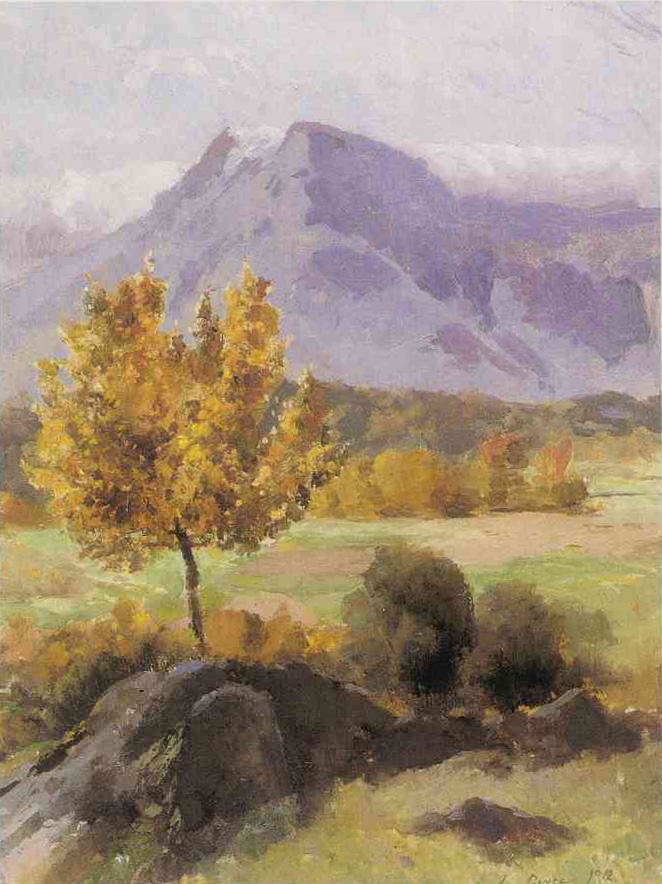
Josep Berga i Boix: Der Puigsacalm (Berg in der Garrotxa), 1912

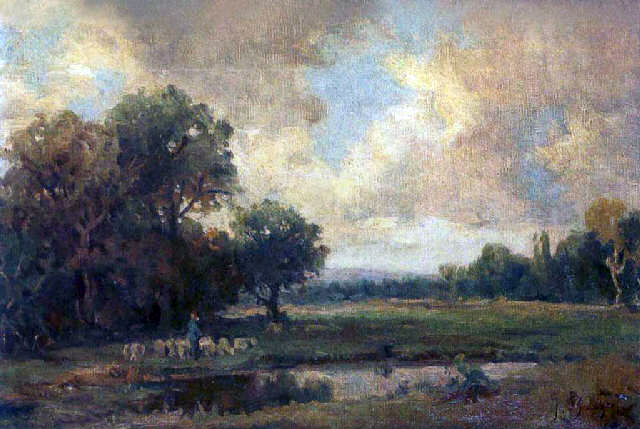
Josep Berga i Boix: Landschaft mit Hirte und Herde, um 1900

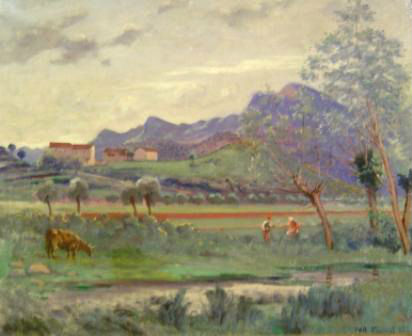
Iu Pascual: Landschaft von Olot, 1926, Biblioteca Museu Victor Balaguer in Vilanova i la Geltrú

Die Schule von Olot (katalanisch: Escola d’Olot) bezeichnet eine für Katalonien und Spanien bedeutende Landschaftsmalereischule, die in der zweiten Hälfte des 19. Jahrhunderts durch den Maler Joaquim Vayreda i Vila (1843–1894) begründet wurde. Sie umfasst all diejenigen Künstler, die die Landschaft von Olot als primäre Inspirationsquelle für ihr Schaffen genutzt haben. In dieser Schule herrschte eine große Freiheit hinsichtlich des Stils, der Technik und der Kunstrichtung. In vielerlei Hinsicht ähnlich der französischen Landschaftsmalereischule von Barbizon wie auch der Luministischen Schule von Sitges, verzichtete die Schule von Olot ebenso auf die traditionelle Ateliermalerei und suchte direkt in der Natur nach neuen Ausdrucksformen. Die Maler kamen in ihrer Kunst den Forderungen des Bürgertums nach einer realistischen Kunst, die gleichzeitig Eleganz, Optimismus und Liebe ausstrahlen sollte, entgegen. Das bevorzugte Medium dieser Kunst wurde die Malerei, speziell die Landschaftsmalerei. Hier liegt der Ursprung der Schule von Olot mit ihrer bedeutenden Tradition der realistischen Landschaftsmalerei und der generell großen Kunsttradition der Stadt Olot. Das Museu de la Garrotxa in Olot bietet einen hervorragenden Überblick über die Werke dieser Landschaftsmalereischule. Die Landschaftsmalereischule von Olot institutionalisierte sich letztlich in einer Kunstakademie, die aktuell den Namen Escola d’Art i Superior de Disseny d’Olot (Akademie für Kunst und Zeichnung von Olot) trägt.

## Die Vorgeschichte
Ende des 18. Jahrhunderts, in einer Zeit wirtschaftlichen Aufschwungs und der Wiederbesinnung auf einen politischen Katalanismus und vor dem Hintergrund der französischen Aufklärung setzte ein durch das Bürgertum getragener Aufschwung der Kunst ein. Dieser kulminierte 1783 in Olot in der Gründung einer öffentlichen Kunstschule, der Escola de Dibuix d’Olot („Zeichenschule von Olot“). Ursprüngliches Ziel war wohl die Ausbildung von Künstlern und Kunsthandwerkern für die religiöse Volkskunst. Der erste Direktor der Schule Joan Carles Panyó (1755–1840), in Barcelona selbst noch im neoklassizistischen Kunststil ausgebildet, sprengte bereits zu seiner Zeit sowohl den Rahmen der zeitgenössischen akademischen als auch den Rahmen der vorgegebenen Volkskunst.

## Der eigentliche Beginn
Als eigentlicher Gründer der Schule von Olot gilt der Maler Joaquim Vayreda i Vila. Seine ersten Bilder zeichneten sich durch eine sehr starke naturalistische Tendenz aus. Später änderte er sein Konzept und experimentierte vor allen Dingen mit der Darstellung des Lichts und mit Farbvariationen bei der Darstellung der Landschaft von Olot. Die Arbeiten Joaquim Vayredas haben seinen Bruder Marià Vayreda i Vila und andere Maler wie Laureà Barrau, Enric Galwey, Joan Brull, Josep Masriera, Modest Urgell, Ramon Casas und Santiago Rusiñol künstlerisch in den Bann und damit nach Olot gezogen, um die zahlreichen Aspekte dieser Landschaft in neuen Formen auf die Leinwand zu bannen.

## Die Institutionalisierung als Kunstakademie
Eine Institutionalisierung erfuhr die Malereischule vor allen Dingen durch den Maler und Pädagogen der Bewegung Josep Berga i Boix, den Direktor des 1869 von Joaquim Vayreda gegründeten Centre Artístic-Cultural d’Olot („Kultur- und Künstlerzentrum von Olot“). Berga übernahm von 1877 bis 1914 auch die Leitung der oben genannten Escola de Dibuix d’Olot („Zeichenschule von Olot“). Durch die jährlichen Ausstellungen erlangte die Schule einen zunehmenden Bekanntheits- und Berühmtheitsgrad. Zunächst wurden diese Ausstellungen von dem Centre Artístic-Cultural organisiert und durchgeführt, später waren auch andere Institutionen der Stadt hierein eingebunden. 1934, unter der Leitung von Iu Pascual (1915–1934) wurde die Kunstschule in den Rang einer Kunstakademie mit der genauen Bezeichnung: Escola Superior de Paisatge a Olot („Akademie für Landschaftsmalerei in Olot“) erhoben. Auch unter allen folgenden Leitern wie Martí Casadevall (1934–1951), Bartomeu Mas i Collellmir (1951–1969) und Joan Vilà i Moncau (1969–1984) wurden zahlreiche berühmte Künstler ausgebildet, die die Kontinuität der Schule von Olot sicherstellten. 1942 nach dem spanischen Bürgerkrieg wurden alle Kunst- und Kunsthandwerksinstitutionen der Stadt in der Escola de Belles Arts i Oficis („Akademie der Schönen Künste und des Kunsthandwerks“) zusammengefasst. Es fand eine Rückbesinnung auf die Wurzeln der Olotenser Schule, eine Rückbesinnung auf die Landschaftsmalerei, statt. Seit dem Wintersemester 2003/2004 trägt die Schule den offiziellen Namen „Escola d’Art i Superior de Disseny d’Olot“ und wird aktuell geleitet von Antoni López Sànchez. Zum Schluss seien einige der Absolventen genannt, die aktuell im katalanischen Kunstleben mit ihren Werken eine bedeutende Rolle spielen: Ramon Barnadas, Lluís Carbonell, Xavier Carbonell, Josep Pujol i Ripoll, Josep Berga i Boada, Josep Clarà, Melcior Domenge, Josep Pinós, Jordi Farjas i Darnés, Celestí Devesa, Rafael Llimona, Joaquim Marsillach, Pere Gussinyé, Vicenç Solé-Jorba, Sebastià Congost, Àngel Codinach, Jordi Curós, Marià Oliveras, Pere Plana i Puig, Joan Clapera i Mayà, Xavier Viñolas, Manuel Zamora Muñoz. Die Träger des Pritzker-Architektur-Preis 2017, Carme Pigem Barceló und Ramón Vilalta Pujol, sind ebenfalls Absolventen der Kunstakademie von Olot.

## Kritik der Schule von Olot
Spätestens seit den 1990er Jahren wurde die Schule von Olot vor allem von kunstkritischer Seite intensiver unter die Lupe genommen. Peter Krempin formuliert treffend diese Kritik 1998 in der Zeit: Die Schule ist als „Bilderlieferant des Großbürgertums“ künstlerisch in einem Manierismus erstarrt, der keinerlei Abweichung von dem ursprünglich naturalistischen Ansatz verträgt: „Die Priester von Olot“ wetterten schon zur Jahrhundertwende gegen den neu aufkommenden Modernismo, die spanische Art des Jugendstils und gegen die Abkehr vom „gottgewollten Naturalismus.“ Weiter beschreibt dann Krempin die Kunstszene von Olot kurz vor der Jahrtausendwende: „Fünfzehn Kunstgalerien in Olot können gut von der Produktion der etwa zwanzig Maler leben, die derzeit hier arbeiten. Unter ihnen sind einige, die sich auf nur ein einziges Landschaftsmotiv konzentriert haben und das in wechselnden Jahreszeiten bei verändertem Licht, aber stets vom gleichen überlieferten Standpunkt aus malen. Ihre Käuferschicht hat sich, genauso wie ihre Motive, seit zwei Jahrhunderten nicht weiterentwickelt. In das Haus wohlhabender Katalanen gehört weiterhin ein Bild der Oloter Schule.“
Richtig an dieser Kritik ist, dass es diesen teilweise auch an breite Massen angepassten Kunstmarkt seit langer Zeit gegeben hat und wohl auch heute noch gibt. Gegen Krempin und generell gegen die geäußerte Kritik muss festgehalten werden, dass die Schule von Olot sich zu jeder Zeit den Entwicklungen der Gesellschaft künstlerisch produktiv gestellt hat. Selbst Krempin verweist auf die zu ihrer Zeit große Fortschrittlichkeit von Malern wie Joaquim Vayreda und Josep Berga i Boix, die künstlerisch und technisch die Türen für den Impressionismus weit geöffnet haben. Der Maler Josep Pujol, der Anfang der 1960er Jahre noch die von Krempin gescholtenen romantisierenden bäuerlichen Motive auf die Leinwand brachte, hat in seinen Interieurs und Stadtlandschaften die Olotenser Malerei konstruktivistisch-farbenfroh geöffnet. Pere Plana i Puig wirkt mit seinen karikaturhaften bäuerlichen Figuren de facto gesellschaftskritisch. Diese gesellschaftskritische Linie führt der zeitgenössische Olotenser Karikaturist Tavi Algueró auf seine Weise weiter. Joan Clapera i Mayà eröffnet der Landschaftsmalerei von Olot in seiner Frühphase über den Expressionismus, später über den Kubismus zuletzt sogar surrealistische Dimensionen. Xavier Carbonell hat mit seinen speziellen Stadtlandschaften Liebhaber auf der ganzen Welt gefunden. Der zeitgenössische Olotenser Maler Enrique Solanilla führt diese Linie konstruktivistisch in seinen New-York-Bildern weiter. Seine Stillleben, in denen er ähnlich wie in seinen New-York-Bildern die Konstruktion von Körpern buchstabiert, wurden von der Kunstkritik als fortentwickelter Morandi charakterisiert.
Diese wenigen Beispiele zeigen, dass die Schule von Olot nicht so versteinert ist, wie Krempin dies beschreibt. Gegenüber der von Krempin geschilderten Situation der Kunstszene von Olot kurz vor der Jahrtausendwende haben sich aktuell deutliche Änderungen ergeben: Auch an Olot ist die Wirtschaftskrise von 2007 und den folgenden Jahren nicht spurlos vorbeigegangen. Die Zahl der Galerien – von Krempin noch mit 15 beziffert – ist deutlich zurückgegangen. Manche Maler haben ihr „Geschäft“ aufgegeben. Manche Namen sind einfach aus der Kunstszene von Olot verschwunden. Auch künstlerisch hochbegabte, talentierte, sehr gute Maler üben oft neben ihrer Kunst einen Brotberuf aus. Ihre Berufung, die Kunst oder die Malerei, geben wirkliche Künstler auch unter wirtschaftlichen Schwierigkeiten nie auf. Das Kunstatelier einiger Olotenser Künstler stand Kindern, Jugendlichen und Erwachsenen in Kunst-, Zeichen- und Malkursen offen.  Darüber hinaus ist die seit vielen Jahrzehnten am 18. Oktober parallel zur Landwirtschaftsmesse stattfindende Kunstmesse in Olot zu erwähnen. Hier haben verkauft und verkaufen noch heute hochqualifizierte Künstler künstlerisch wertvolle Zeichnungen und Aquarelle sowie kleinere Kunstformate zu jedermann erschwinglichen Preisen. Die Künstler von Olot haben hier über Jahrzehnte wertvollste rezeptive wie auch produktive Kunstvermittlung auch in sozial schwächere Schichten hinein geleistet. Mit solchem Engagement wird das Erbe der Schule von Olot jenseits ihrer engen organisatorischen Grenzen produktiv in die Zukunft weitergetragen.

## Direktoren der Kunstschule Olot
- 1783–1790 Joan Carles Panyó
- 1790–1794 Francesc Roca
- 1802–1840 Joan Carles Panyó
- 1841–1869 Narcís Pascual
- 1869–1877 Miquel Roger
- 1877–1914 Josep Berga i Boix
- 1915–1934 Iu Pascual i Rodés
- 1934–1951 Martí Casadevall i Mombardó
- 1951–1970 Bartomeu Mas i Collellmir
- 1970–1983 Joan Vilà i Moncau